# 安中公害訴訟

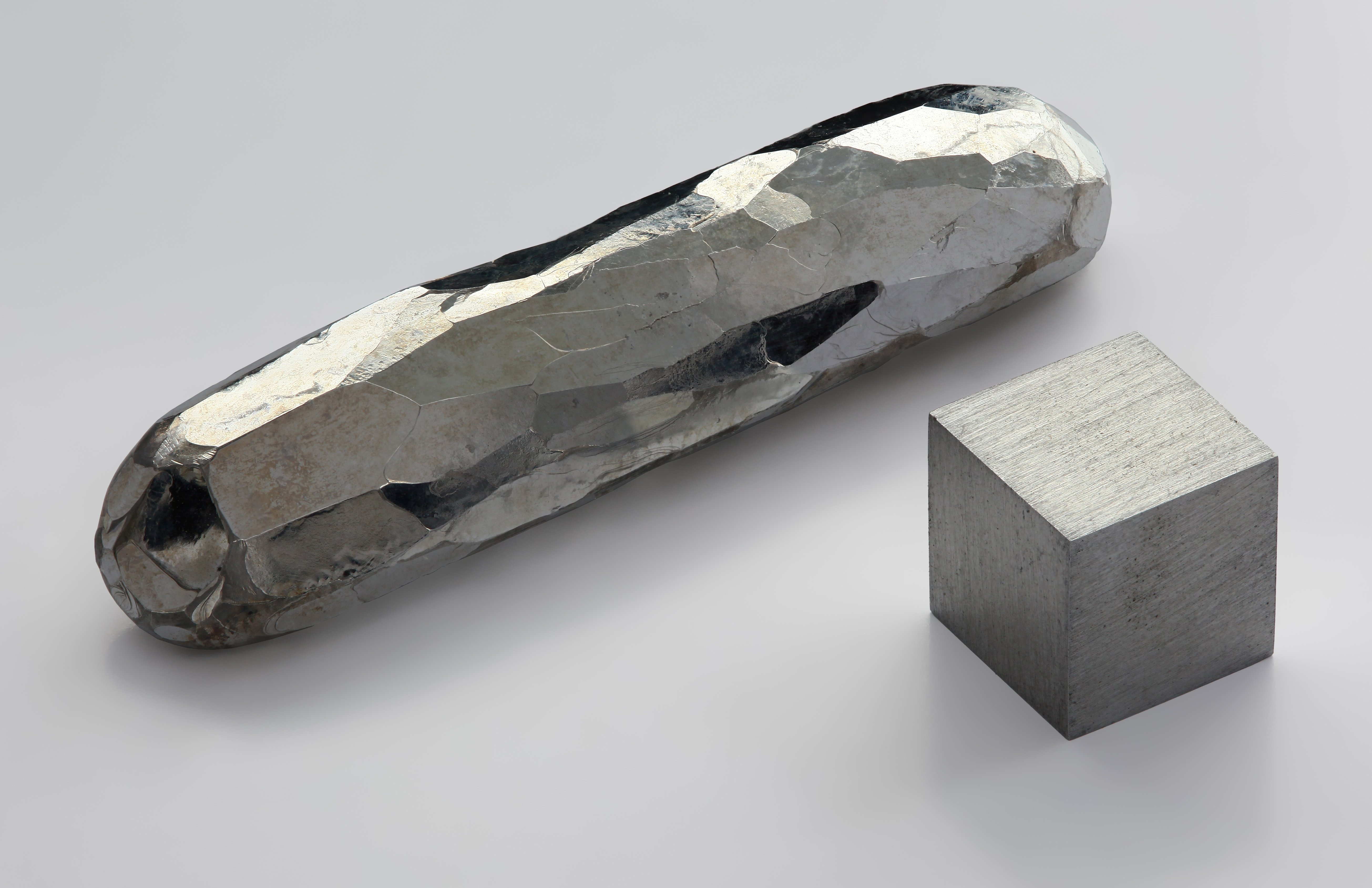
カドミウム

安中公害訴訟（あんなかこうがいそしょう）は、1937年から1986年まで、群馬県安中市付近で起きた公害事件。及び、それに付随する訴訟。事件名としては安中公害、安中公害裁判、安中鉱害とも呼ばれる。原因企業は東邦亜鉛。

## 概要
東邦亜鉛安中製錬所の排煙、廃液によるもので、原因物質はカドミウム。付近の田畑で稲や桑の立ち枯れ、カイコの生育不良、碓氷川の魚の大量死などが主な被害である。
1986年に、東邦亜鉛が責任を認め、付近農民らに4億5000万円を賠償する形で和解が成立。同時に公害防止協定も締結された。
1審で企業側の故意責任を認めたことが特異な事件である。

## 歴史
1937年に設立された日本亜鉛製錬株式会社は、安中町（現安中市）に安中製錬所を設置。6月に操業を開始したところ、操業当日（翌日説あり）から公害が発生した。当時の被害は主にカイコの生育不良であったが、カイコは育て方など他の要因でも生育不良になることがあるため、当初は公害被害だとは認識されなかった。
当初、日本亜鉛製錬は、設置する工場は高度鋼という、鉄兜に使う特殊な合金を製造する工場をつくると住民に説明したが、操業2日目に高度鋼の看板を取り外し、「亜鉛」につけかえたという。
1938年ごろから公害は大規模になり、公害反対運動が始まる。最初に住民と工場との交渉の仲介をしたのは、地元の駐在所の巡査だったという。伝承によれば、この巡査は、直後に仲介を行ったことを理由に左遷された。巡査の名は伝わっていない。
1941年2月29日、工場側は、戦前唯一の補償の覚書を住民と取り交わす。しかし、この覚書では被害で耕作できなくなった農民の土地を工場が安価で引き取るかわりに、その場所を防毒林にするという内容であったにもかかわらず、工場側はその土地を使って勝手に工場を拡張したため、さらに住民らと紛争になった。
同年、日本亜鉛製錬は、東邦亜鉛に社名を変更。
1949年、工場が拡張する計画が明らかになる。1949年10月27日、農民らは群馬県知事に拡張を許可しないよう嘆願するが、県は拡張を推進した。
1950年1月8日には東邦亜鉛被害地区農民大会が開かれ、当時国会議員だった中曽根康弘は直筆の手紙を送り、「昭和の田中正造」になるつもりだと宣言した。1950年代は、中曽根のほか、福田赳夫も農民らに協力的だったといわれる。ただし、これらの国会議員は農民の益になる活動はほとんど行わず、1968年以降、公害運動が社会党、共産党の支援を受ける時代になるとほぼ断絶状態となった。
同年1月には、農民らの要求により東京大学が水質検査・土壌調査を行うが、東京大学側は結果の公表を拒否した。
この後国会請願、GHQへの請願などが行われるが、公害被害地はまだ安中町と合併しておらず、工場所在地の安中町は税収増や雇用などで益があると判断し、反対を行わなかった。工場の拡張は4月11日に許可された。
しかしこの工場が出す公害はさらにひどくなり、翌1951年9月には当の東邦亜鉛自身がそれを認めることになった。しかし、東邦亜鉛の主張は、本稼働していないために少々のトラブルがあった程度のもので、本格的に操業するようになれば、公害は減るというものであった。しかし、公害は増大した。
1953年8月には、猛毒物質にさらされた状態での労働は条件がひどすぎるとして、東邦亜鉛労組が無期限ストライキを決行。会社側は、自身で組織した第二組合を使い操業を続けた。12月30日にストは終了したが、結果は労組側の敗北であった。この後労組は切り崩しに合い、1956年、ストライキの精算完了と同時に第一組合は消滅した。
1956年9月10日、東邦亜鉛鉱害対策促進期成同盟会が結成される。これには中曽根、福田らの国会議員も名を連ねた。
1957年12月4日、碓氷川下流の高崎地区の被害について県が仲裁に入り、要求額14,476,400円のところ約半額の770万円で交渉が成立した。
1967年7月、東京電力が突然、許可なく民有林の伐採をはじめる。この時点で、安中製錬所の送電圧を65,000ボルトから275,000ボルトに増圧する計画が明らかになる。これ以上公害被害が増大するのは我慢できない、と考えた住民らは、高圧送電線を引く場合には、鉄塔設置場所だけでなく、送電線直下の住民の合意も必要らしい、ということを聞きつけ、11月に30数名の住民が送電線設置・工場拡張反対期成同盟を結成した。しかし、東京電力、安中市などから組織の切り崩しに遭い、翌年までには反対住民は7名強に減少していた。
この時点で住民らは活動をほぼ諦めており、恐らく強制収用で土地は取り上げられるものだと考えていた。また、当時の住民らには、自身らの被害を他に伝える手段を持っていなかった。「実際には、私企業である東京電力の事業で強制収用を行うことはできないが、農民らはそのことも知らなかった」とされるものの、電力会社が送電線を建設するために土地を収用することは可能である。
1968年、富山県で起きたイタイイタイ病が報道された。同じカドミウムが原因だということを知った期成同盟の住民らは、5月7日、手書きの壁新聞を20枚作成。高崎市でこれを張り出そうと考え、高崎土木事務所で掲示許可を申請。高崎土木事務所は、1枚を証拠として保存することとし、残り19枚の掲示を許可した。地元安中市で張り出さなかったのは、どうせ工場側・市当局によってすぐにはがされると考えたためであった。この壁新聞の反響は大きく、同年10月11日には高崎中央病院が住民の検診を実施。同10月22日には安中公害をなくす会準備会が結成された。岡山大学農学部教授の小林純は10月6日に、安中地区の公害被害について研究結果を発表した。
翌11月1日、安中公害をなくす会が発足。
1969年1月8日、青年法律家協会の弁護士が安中公害調査団を結成し、安中を調査しはじめた。この調査団の弁護士の中には、イタイイタイ病担当弁護士も含まれていた。
同年3月25日、東邦亜鉛はイタイイタイ病は発生しておらず、共産党による悪質なデマ宣伝だという主張を社内報で行った。この社内報では小林や高崎中央病院が名指しされている。同様の主張は、住民らの切り崩しにも使われたとされる。
同年3月27日、厚生省は、安中地区ですぐにイタイイタイ病が発生するとは考えられないが、継続対策が必要だという発表を行った。
同年4月6日、東邦亜鉛安中公害をなくす県民集会が現地で行われ、デモ行進が行われた。安中公害に関する大規模な集会がもたれたのは、1950年1月8日以来のことであった。
同年4月25日、安中公害調査団の弁護士が東京鉱山保安監督署に問い合わせたところ、安中製錬所の無断増設が判明した。許可を得る前に増設部分で操業を開始していたというものであった。
同年4月27日、群馬県は安中市でイタイイタイ病要観察者を発見したと発表。
同年6月28日、安中公害弁護団の弁護士239名と住民309名は、工場の増設認可取り消しを求め提訴。
同年7月3日、増設部分の操業停止命令が出、安中製錬所の生産量は3分の1に減少した。
同年8月8日、工場設備の違法増設をめぐり、鉱山保安法違反で農民ら213名が東邦亜鉛を告発。前橋地検はこれを受理して12月1日に起訴した。
1970年2月18日、通産省は安中製錬所の増設認可を取り消す。2日前、通産省の担当者は、安中公害弁護団に対し、国会議員から圧力があったことを明らかにしていた。なお、鉱山施設の認可取り消しは、これが日本初である。
同年5月14日、前橋地裁で東邦亜鉛と幹部2名に有罪の判決がおりる。東邦亜鉛に対しては、求刑罰金10万円のところ、最高刑である罰金20万円が、幹部らには執行猶予付きの懲役刑が言い渡された。この事件は公害を裁くものではないが公害が背景にあると裁判長がわざわざ明言した上での判決であった。
同年7月7日、現地産の米からカドミウムが検出され、出荷が停止される。該当住民には、カドミウム米と交換で米が配給された。カドミウム汚染地はその後さらに拡大した。
同年7月22日、東邦亜鉛は公害防止協定を結ぶ確認書を取り交わすが、1971年12月16日、東邦亜鉛側がこれを破棄。裁判で争われることになった。
1972年3月31日、住民ら108名が6億2445万円の賠償を求め、提訴するために前橋地方裁判所に赴いたところ、前橋地方裁判所が原告全員が裁判所内に立ち入ることを認めずにロックアウトを行い、住民らの提訴を拒否した。
翌4月1日、再び住民らが提訴のため前橋地方裁判所を訪れるが、裁判所側は再び代表住民以外が裁判所内に立ち入ることを拒否。ロックアウトが行われたまま、原告全員の立ち入りを求める原告らと押し問答となる。10時過ぎ、中で用があった関係ない第三者が、外に出るために何も知らずに内側から鍵を開けて外に出ると、同時に原告らは裁判所内に入った。しかし、訴状提出するための4階からは反応がなく、住民らは5分だけ待つと宣言し、その15分後に階段にいた裁判所員らを押しのけ、4階に向かった。4階で、住民らは閉められた訴訟受付窓口の小窓をこじ開けて訴状を提出。すぐに突き返されるが、そのままねじこんで逆に小窓を閉める形で11時2分、訴訟の受付が完了した。窓口側はさらに訴状を突き返すが、原告らはこれには触れなかった。同日12時30分、受付番号が原告・弁護団に通知された。この間、訴状は窓口の外に放置され続けた。
原告らの中には、訴訟費用を持たない困窮したものが多くいたため、原告・弁護団は国が訴訟費用を肩代わりする訴訟救助を同時に求めたが、9月18日、前橋地裁では却下されたため、9月22日、東京高等裁判所に抗告を行った。1973年9月27日、55名の訴訟救助が東京高裁で決定。人数は減らされたが、原告らはこれに同意、ようやく裁判が開始された。
裁判の第1回口頭弁論は、11月24日に行われ、1980年12月16日、第54回口頭弁論で結審。1982年3月30日に、東邦亜鉛の故意責任を認め、賠償額を要求額15億5478万円（提訴時より増額されている）の5%の7993万円とする判決がおりた。この間、裁判長は5回交代した。
同日、住民らは東邦亜鉛と公害防止協定についての協議を開始するが、翌3月31日に決裂。裁判は上級審で争われることになった。
4月12日、99世帯が控訴。14億120万円を東邦亜鉛側に求めた。数が減っているのは、1審途中で死亡した者がいたためである。7名は控訴を行わなかった。
1985年5月24日、東京高裁による和解勧告が出、両者は協議に移った。公害防止協定締結を巡る思惑から、協議は難航したが、賠償については裁判の和解勧告内で交渉し、公害防止協定については、裁判外で別に交渉することにして協議が続けられた。
1986年9月22日、東邦亜鉛が住民らに4億5000万円を支払うことで、和解が成立した。同日、「安中製錬所の公害防止に関する協定書」が成立。協定に含まれていた住民らによる立ち入り調査は、1987年4月26日に第1回が行われた。
1991年4月14日、旧公害防止協定を解消し、期限を3年とする新協定が締結された。この協定は、同内容のまま1994年、1997年、2000年、2003年にそれぞれ3年を期限として延長された。現在でも、3年ごとに延長されている。